# Mydaea electa
Mydaea electa är en tvåvingeart som först beskrevs av Zetterstedt 1860.  Mydaea electa ingår i släktet Mydaea och familjen husflugor. Arten är reproducerande i Sverige. Inga underarter finns listade i Catalogue of Life.